# 星樹
星樹（ほし いつき、5月23日 - ）は、日本のイラストレーター・漫画家。埼玉県出身。『エターナルアルカディア』では公式イラストレーターを務めた。

## 作画担当作品
- ハンド×レッド（原作：倉田英之）（月刊ComicREX 2006年8月号 - 2009年1月号、2009年8月号）
- MADARA四神編（原作：MADARA PROJECT ）
- 破戒神ムハー・ジルーン（原作：ひらりん）
- KURAU Phantom Memory（原作：BONES、脚本：IRICOMIX）

## 挿絵
- オラクルの光（作：ヴィクトリア・ハンリー/訳・杉田七重）
- ブラックランド・ファンタジア（作：定金伸治）
- ファミ通文庫 エターナルアルカディア 空賊ヴァイス参上!（作・細江ひろみ）